# Agerskovgruppen
Agerskovgruppen er en aktivistisk forening af landmænd i Danmark. Den blev dannet i januar 2011 af de to sønderjyske landmænd Jens Peter Aggesen og Thorkild Fink, som var utilfredse med reguleringen af landbruget som følge af vandområdeplanerne og med Regeringen Lars Løkke Rasmussen I's Grøn Vækst-plan. Foreningen har taget sit navn fra landsbyen Agerskov i Sønderjylland, og den historiske Agerskov Kro er arnested for foreningen, hvor den afholder en del af sine møder.
Agerskovgruppen har arrangeret flere traktordemonstrationer i tidens løb og har truet med at blokere København med traktorer, hvis Folketinget vedtager en CO2-afgift på landbrugets udledninger af drivhusgasser.

## Organisation og medlemstal
Agerskovgruppen var oprindelig et uformelt netværk, men blev i 2020 omdannet til en regulær forening i forbindelse med, at gruppen stævnede staten i en sag om efterafgrødekrav. Bortset fra en kort periode i 2017 har Jens Peter Aggesen været formand i alle årene.
Gruppen har i 2024 omkring 200 medlemmer. Den har arrangeret såkaldte stormøder i Agerskov med mellem 250 og 800 deltagende landmænd. I alt er der ca. 7.500 landmænd i Danmark.

## Aktivisme
Foreningen betragtes som en mere yderliggående og aktivistisk landbrugsorganisation end den dominerende organisation Landbrug & Fødevarer og Landsforeningen for Bæredygtigt Landbrug, som selv normalt opfattes som en kritisk opposition til Landbrug & Fødevarer. Agerskovgruppen har således arrangeret flere traktordemonstrationer, både i lokalområdet og i København. En del af Agerskovgruppens medlemmer betaler dog også kontingent til Bæredygtigt Landbrug. Agerskovgruppens formand Jens Peter Aggesen var således tidligere medlem af Bæredygtigt Landbrug, men meldte sig ud i 2024, da BL indførte et etisk kodeks for foreningens møder, efter at Agerskovgruppens næstformand Holger Iversen ved et møde med økonomiprofessor Michael Svarer, formand for Svarer-udvalget om en grøn skattereform, havde antydet, at man i tidligere tider ville have hængt en person som professoren.
Agerskovgruppen stoler ikke på beregninger fra biologer og klimaeksperter om forslag til at formindske landbrugets udledninger af kvælstof via markerne til havet og om virkningen af CO2-afgifter. I 2024 truede gruppen med at rykke mod Christiansborg og blokere København med traktorer, hvis Folketinget indførte en CO2-afgift på drivhusgas-udledninger fra landbruget.